# Amaiur (coalition politique)
Pour les articles homonymes, voir Amaiur.

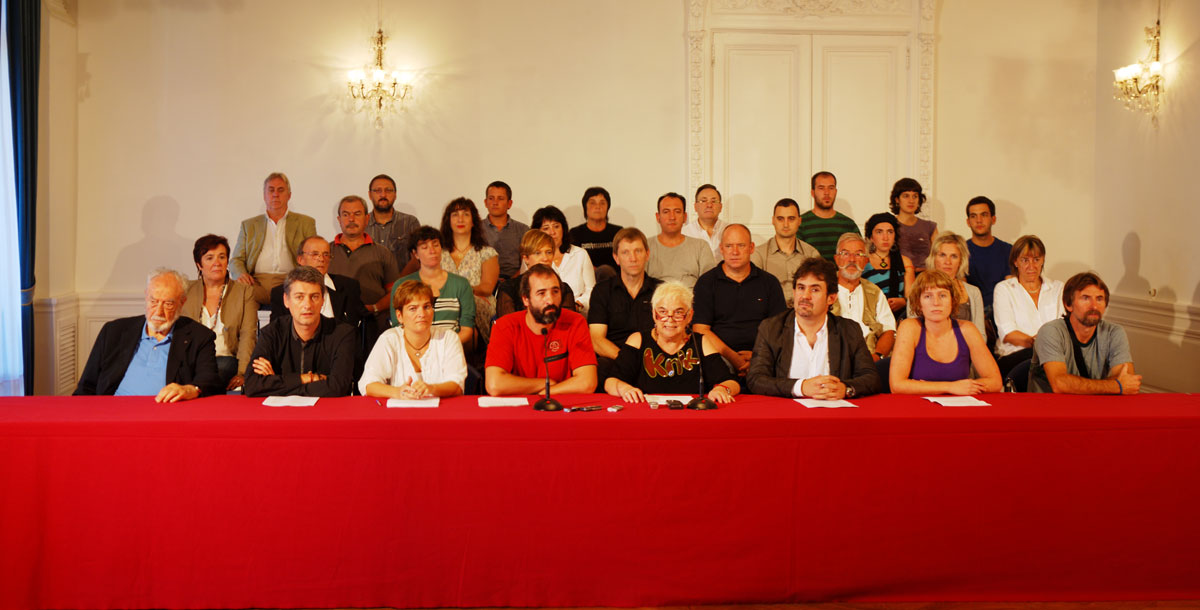
Présentation publique de la coalition le 27 septembre 2011

Amaiur est une ancienne coalition politique espagnole fondée en 2011 présente dans la communauté autonome Basque et dans la communauté forale de Navarre.

## Nom
La coalition tire son nom de celui de la commune d'Amaiur où se situe les vestiges du château d'Amaiur, dans lequel résistèrent les derniers défenseurs de l'indépendance de la Navarre en 1522.

## Historique

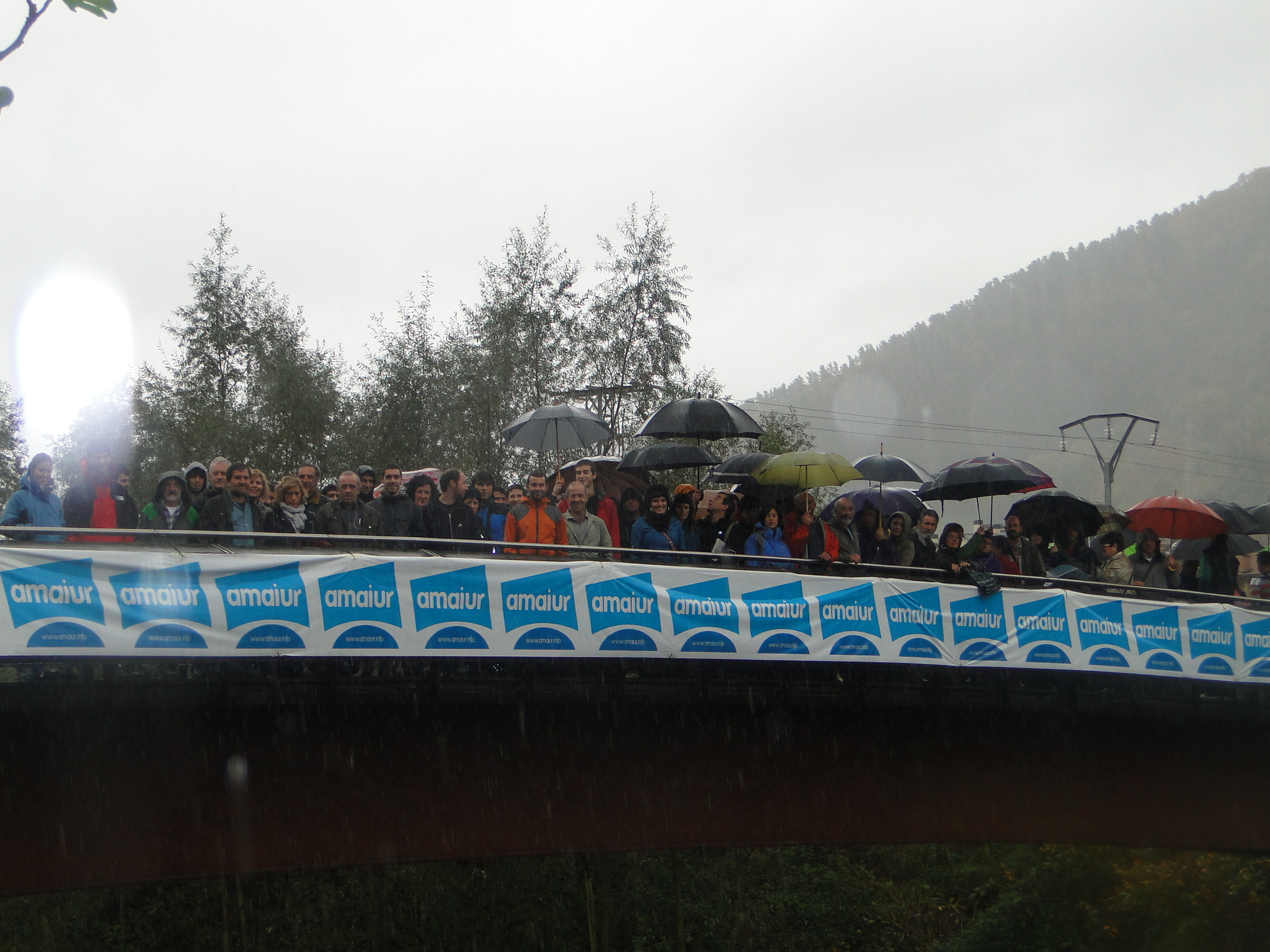
Rassemblement durant la campagne électorale en novembre 2011

La coalition est créée le 27 septembre 2011 pour rassembler les partis de gauche abertzale Aralar, Eusko Alkartasuna et Alternatiba en vue des élections législatives anticipées du 20 novembre 2011. Elle succède à la coalition plus restreinte Bildu (qui regroupait EA et Alternatiba et avait notamment conquis la mairie de Saint-Sébastien au printemps 2011). Les trois formations se positionnent contre la violence d'ETA et souhaitent œuvrer en faveur d'une "résolution politique du conflit" alors qu'une conférence internationale pour la paix est organisée un mois avant les élections en présence notamment de Brian Currin et Kofi Annan. ETA annonce la fin de la lutte armée quelques semaines plus tard, renforçant la légitimité des candidatures d'Amaiur,. Le Parti nationaliste basque refuse de participer à la coalition.
Amaiur obtient 334 498 voix (285 290 au Pays basque, soit 24,11 % des voix, et 49 208 voix en Navarre, soit 14,86 %) et sept députés, permettant à des représentants abertzale de revenir au Congrès après quinze d'absence. 

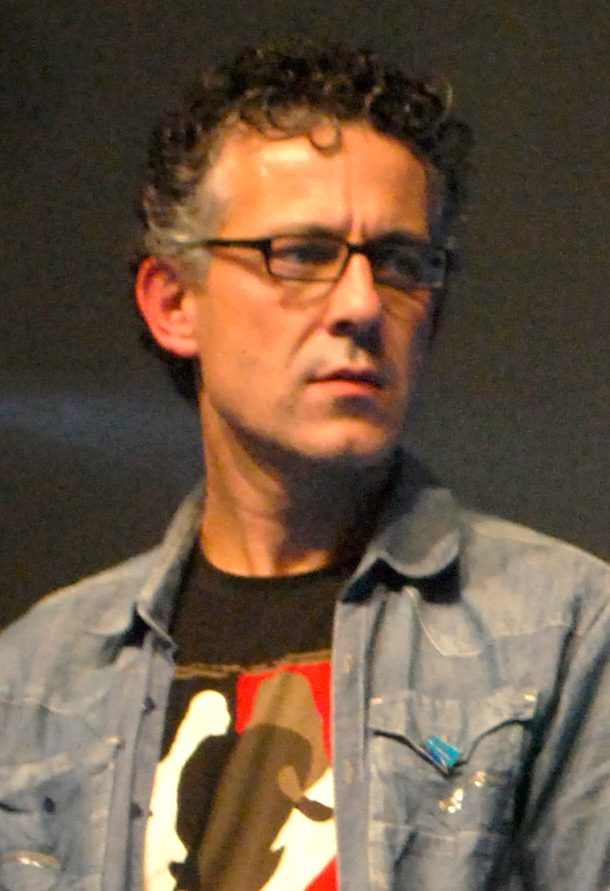
Xabier Mikel Errekondo, porte-parole d'Amaiur

La coalition devient la première force abertzale devant le PNB (cinq sièges) et la cinquième au Congrès, dépassant le PSOE en Navarre et en Euskadi,, mais ne peut former de groupe parlementaire à la suite d'une décision du Bureau du Congrès (un parti peut former un groupe parlementaire s'il a obtenu au moins 15 % dans chaque circonscription où il s'est présenté, condition satisfaite pour Amaiur dans les trois provinces d'Euskadi mais pas en Navarre où son député n'a obtenu que 14,86 % des voix).
Dans la foulée des élections, des députés d'Amaiur participent à une manifestation à Bilbao réclamant le rapprochement des prisonniers d'ETA. En mars 2012, les partis constitutifs de la coalition se réunissent avec leurs homologues d'Iparralde réunis sous la bannière Euskal Herria Bai pour annoncer travailler conjointement à un Pays basque "souverain et solidaire".
Pour les élections au Parlement basque de 2012 puis pour les élections générales du 20 décembre 2015, les partis Aralar, Alternatiba, EA et Sortu se présentent au sein de la coalition Euskal Herria Bildu, mettant fin à celle d'Amaiur.